# Telangièctasi
La telangièctasi, també coneguda com "aranya vascular", és una ectàsia o dilatació dels vasos sanguinis més petits (arterioles, capil·lars, vènules) a prop de la superfície de la pell i d'altres estructures o òrgans. Normalment, les telangièctasis mesuren només uns pocs mil·límetres i es poden presentar arreu del cos, tot i que són més freqüents al nas, les galtes i la barbeta.

## Causes
Es poden dividir en congènites i adquirides.

## Congènites
- Nevus flami
- Síndrome de Klippel-Trénaunay
- Síndrome de Maffucci
- Telangièctasi hemorràgica hereditària (Malaltia de Rendu-Osler-Weber)
- Ataxiatelangièctasi
- Síndrome de Sturge-Weber

## Adquirides
- Hipertensió venosa amb relació a la presència de varius.
- Acne rosàcia
- Per dany ambiental com la causada pel sol o l'exposició al fred.
- Traumatisme en la pell, com contusions o incisions quirúrgiques.
- Exposició a radiació, com ara l'experimentada durant la radioteràpia.
- Síndrome carcinoide
- Síndrome de CREST
- Tractament crònic amb corticoides tòpics.[1]
- Aranya vascular o telangièctasi d'aranya que són un conjunt radial de les arterioles petites que ocorren comunament en les dones embarassades i en pacients amb cirrosi hepàtica i s'associa amb eritema palmar. En els homes, que estan relacionats amb alts nivells d'estrogen secundaris a una malaltia hepàtica.

## Tractament
L'escleroteràpia és el "patró or" i és preferible a la del làser per l'eliminació de telangièctasis i petites venes de les cames varicoses.
Les telangièctasis a la cara sovint són tractades amb làser.